# Saison 2012-2013 de la Ligue féminine 2 de basket-ball
Navigation
Saison précédente Saison suivante
la saison 2012-2013 de LF2 est la troisième édition du championnat de Ligue féminine 2. Le deuxième niveau du championnat oppose quatorze équipes françaises en une série de vingt-six rencontres jouées durant la saison régulière de basket-ball.  Elle a débuté le 29 septembre 2012 et se termine le 27 avril 2013.
À l'issue de la saison régulière, les quatre premières équipes au classement sont qualifiées pour une finale à quatre (Final Four) qui se déroule les 11 et 12 mai 2013. Le vainqueur de ce Final Four est désigné « Champion de France de Ligue 2 Féminine ».
Le vainqueur du Final Four ainsi que le premier de la saison régulière (ou le deuxième si le premier est aussi le vainqueur du Final Four) sont promus en Ligue féminine de basket. Les équipes classées douzième à quatorzième sont reléguées en Nationale féminine 1.

## Équipes
Quatorze équipes prennent part au championnat. Onze de l'édition précédente, une reléguée de LFB (Cavigal Nice Basket 06) et deux promues de Nationale féminine 1 (Union Féminine Angers Basket 49 et Élan béarnais Pau-Lacq-Orthez).
Au début de l'été 2012, les clubs de l'Étoile de Voiron Basket Féminin et SO Armentières ont été contraints de désengager leur équipe du championnat avant le début de saison.
En raison de problèmes financiers, l'US Laveyron est mis en liquidation mi-avril 2013 peu avant la fin de saison  ; il n'y aura pas d'équipes reléguées sportivement au terme du championnat LF2 cette saison.

## Classement de la phase régulière
| Rang | Équipe            | Pts | J  | G  | P  | Pp   | Pc   | Diff |
| ---- | ----------------- | --- | -- | -- | -- | ---- | ---- | ---- |
| 1    | Nice R            | 45  | 24 | 21 | 3  | 1540 | 1124 | 416  |
| 2    | Calais            | 44  | 24 | 20 | 4  | 1645 | 1173 | 472  |
| 3    | Angers P          | 43  | 24 | 19 | 5  | 1477 | 1176 | 301  |
| 4    | Pau-Lacq-Orthez P | 40  | 24 | 16 | 8  | 1410 | 1346 | 64   |
| 5    | Léon Trégor       | 39  | 24 | 15 | 9  | 1434 | 1305 | 129  |
| 6    | Roche Vendée      | 39  | 24 | 15 | 9  | 1388 | 1236 | 152  |
| 7    | Strasbourg        | 37  | 24 | 13 | 11 | 1447 | 1391 | 56   |
| 8    | Reims             | 36  | 24 | 13 | 10 | 1386 | 1343 | 43   |
| 9    | Dunkerque-Malo    | 33  | 24 | 9  | 15 | 1411 | 1611 | -200 |
| 11   | Centre fédéral    | 31  | 24 | 7  | 17 | 1175 | 1386 | -211 |
| 10   | Limoges           | 30  | 24 | 6  | 18 | 1203 | 1545 | -342 |
| 12   | Laveyron          | 0   | 0  | 0  | 0  | 0    | 0    |      |
| 13   | Voiron            | 0   | 0  | 0  | 0  | 0    | 0    |      |
| 14   | Armentières       | 0   | 0  | 0  | 0  | 0    | 0    |      |

| - Promotion directe en LFB - Qualification pour le Final Four - Relégation en Nationale 1 |
| R : Relégué de LFB 2011-2012                                                              |
| P : Promu de Nationale 1 2011-2012                                                        |
| 0                                                                                         |
| Source: ffbb.com                                                                          |

## Final Four
Le titre de champion est désigné à l'issue d'une finale à quatre disputé les 11 et 12 mai à Nice. Angers remporte sa demi-finale et Nice la sienne, qualifiant d'office l'équipe angevine pour la LFB la saison suivante. Angers remporte la finale face au club organisateur Nice par 65 à 55. C'est la première fois qu'un club nouvellement promu remporte le titre. L'intérieure Johanna Cortinovis est élue MVP de ce Final Four.
|  | Demi-finales        | Demi-finales |                        |    | Finale | Finale |
|  | Demi-finales        | Demi-finales |                        |    | Finale | Finale |
|  |                     |              |                        |    |        |        |
|  |                     |              |                        |    |        |        |
|  |                     |              |                        |    |        |        |
|  | [1] Nice            | 78           |                        |    |        |        |
|  | [1] Nice            | 78           |                        |    |        |        |
|  | [4] Pau-Lacq-Orthez | 55           |                        |    |        |        |
|  | [4] Pau-Lacq-Orthez | 55           | Nice                   | 55 |        |        |
|  |                     |              | Nice                   | 55 |        |        |
|  |                     | Angers       | 65                     |    |        |        |
|  | [2] Calais          | Angers       | 65                     | 59 |        |        |
|  | [2] Calais          |              |                        | 59 |        |        |
|  | [3] Angers          | 68           |                        |    |        |        |
|  | [3] Angers          | 68           | Match pour la 3e place |    |        |        |
|  |                     |              |                        |    |        |        |
|  |                     |              |                        |    |        |        |
|  |                     |              |                        |    |        |        |
|  | Calais              | 67           |                        |    |        |        |
|  | Calais              | 67           |                        |    |        |        |
|  | Pau-Lacq-Orthez     | 70           |                        |    |        |        |
|  | Pau-Lacq-Orthez     | 70           |                        |    |        |        |

### Meilleures joueuses de la saison régulière
| Catégorie                     | Joueuse                                     | Équipe                            | Statistique |
| ----------------------------- | ------------------------------------------- | --------------------------------- | ----------- |
| Évaluation par match          | Oumou Touré                                 | Léon Trégor                       | 22,2        |
| Points par match              | Oumou Touré                                 | Léon Trégor                       | 19,8        |
| Rebonds par match             | Oumou Touré                                 | Léon Trégor                       | 11,7        |
| Rebonds défensifs par match   | Oumou Touré                                 | Léon Trégor                       | 7,5         |
| Rebonds offensifs par match   | Oumou Touré                                 | Léon Trégor                       | 4,2         |
| Passes décisives par match    | Vélia Bosch Kathleen Bourdin Aurélie Cibert | Pau-Lacq-Orthez Strasbourg Calais | 4,0         |
| Interceptions par match       | Aurélie Cibert                              | Calais                            | 2,8         |
| Contres par match             | Oumou Touré                                 | Léon Trégor                       | 1,6         |
| Fautes provoquées par match   | Dace Pierre-Joseph                          | Dunkerque-Malo                    | 6,7         |
| Pourcentage aux lancer-francs | Mélanie Arnaud                              | Calais                            | 89,2 %      |
| Pourcentage à 2 points        | Maud Lesoudard                              | Reims                             | 61,4 %      |
| Pourcentage à 3 points        | Margaux Okou-Zouzouo                        | Nice                              | 46,8 %      |